# Хожешув
Хожешув (пол. Chorzeszów) — село в Польщі, у гміні Водзеради Ласького повіту Лодзинського воєводства.
Населення — 209 осіб (2011).
У 1975-1998 роках село належало до Серадзького воєводства.

## Демографія
Демографічна структура станом на 31 березня 2011 року:
|          | Загалом | Допрацездатний вік | Працездатний вік | Постпрацездатний вік |
| -------- | ------- | ------------------ | ---------------- | -------------------- |
| Чоловіки | 113     | 19                 | 80               | 14                   |
| Жінки    | 96      | 20                 | 49               | 27                   |
| Разом    | 209     | 39                 | 129              | 41                   |